# El Comercio (Filipinas)
El Comercio fue un periódico hispano-filipino editado en Manila entre 1869 y 1926. Publicación de carácter diario, fue propiedad de la familia Loyzaga y llegó a ser una de las publicaciones de mayor circulación del archipiélago filipino. 

## Historia
Fue fundado en Manila en 1869 por José de Loyzaga, saliendo a la calle su primer número el 11 de octubre de 1869. En aquella época el archipiélago de las Filipinas era todavía una provincia española. Fue un periódico era de carácter vespertino, editado en lengua castellana. Estuvo bajo control de la familia Loyzaga. 
Mantuvo una línea editorial neutral, conservadora y poco politizada, llegando a gozar de una audiencia considerable. Desde 1894 la publicación fue dirigida por Joaquín de Loyzaga. La empresa editora de El Comercio también publicó el semanario Revista Mercantil, que fue suplemento de El Comercio. Competidor del Diario de Manila, bajo la dirección de Loyzaga llegó a ser una de las principales publicaciones del archipiélago, si bien tras la anexión estadounidense perdió mucha de su audiencia provincial.
En 1925 falleció su propietario, Joaquín de Loyzaga, hecho que sentenciaría al diario —que para entonces ya se encontraba en una situación de decadencia—. Ese mismo año fue adquirido por el antiguo senador Ramón Fernández, y al año siguiente se fusionó con La Opinión para formar el nuevo La Opinión-El Comercio.